# زمین‌لرزه یون‌نان
زمین‌لرزه یون‌نان ممکن است به یکی از موارد زیر اشاره داشته باشد:
- زمین‌لرزه ۲۰۰۰ یون‌نان
- زمین‌لرزه ۲۰۰۹ یون‌نان
- زمین‌لرزه ۲۰۱۱ یون‌نان